# Ceryx transitiva
Ceryx transitiva là một loài bướm đêm thuộc phân họ Arctiinae, họ Erebidae.